# Silvo Karo

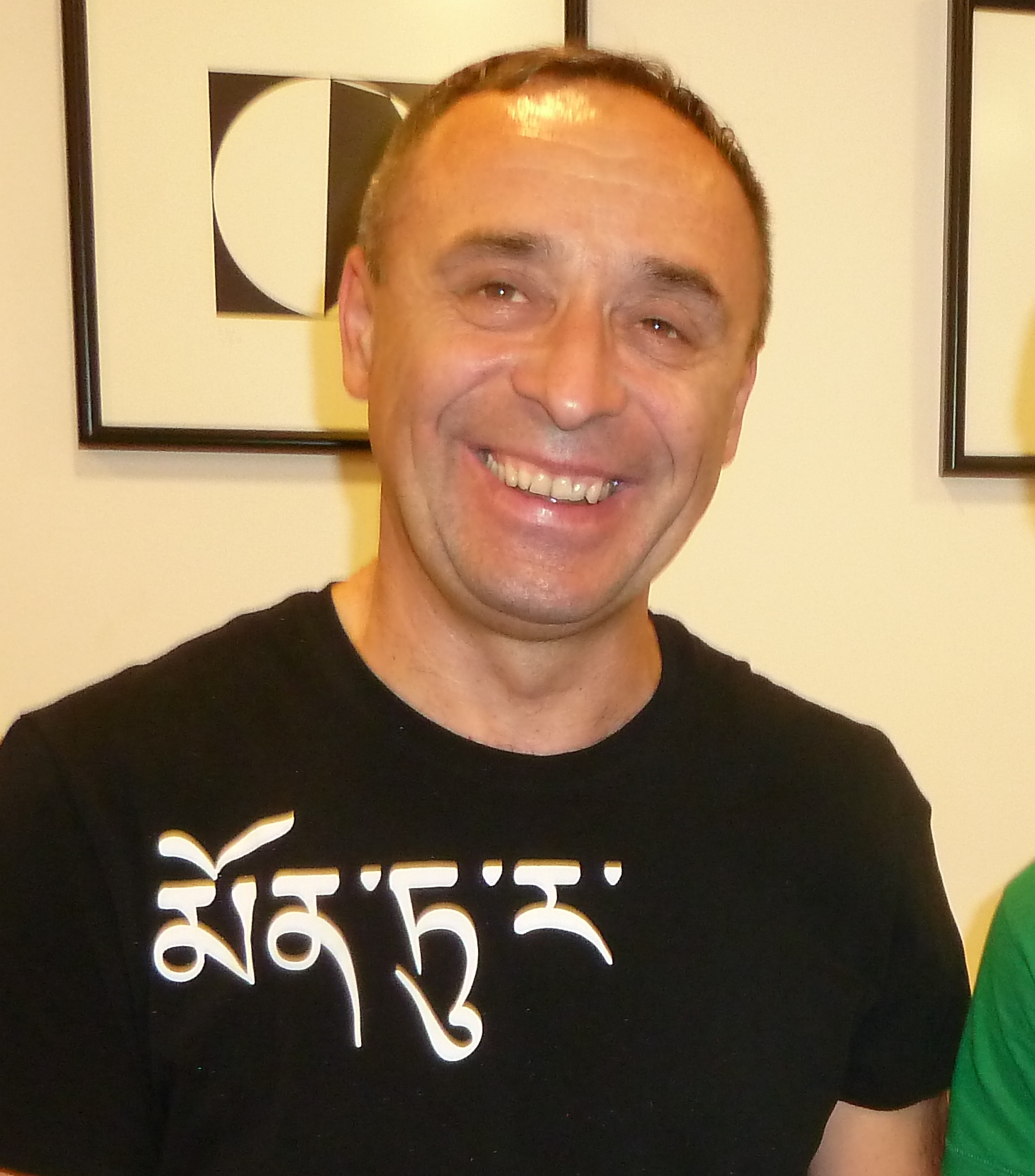
Silvo Karo 2012

Silvo Karo (* 22. Dezember 1960 in Ljubljana) ist ein slowenischer Bergsteiger. Er ist für seine extremen Erstbesteigungen in den Alpen, im Himalaya und in Patagonien bekannt. 2022 wurde er für seine Leistungen mit dem Piolet d’Or Lifetime Achievment Award ausgezeichnet.

## Leben
Karo begann 17-jährig zu klettern. Während er zu Beginn vor allem in den Julischen Alpen kletterte, beging er in den 1980er viele markante Erstbegehungen in Patagonien und im Himalaya. Die Meilensteine seiner Karriere waren die Begehungen am Fitz Roy, Cerro Torre, Torre Egger und Bhagirathi. Er war viel mit den Bergsteigern Janez Jeglič und Franček Knez unterwegs und das Trio war als „die drei Musketiere“ bekannt. 1983 kletterten sie als Training für die Patagonien-Expedition innerhalb von zwei Tagen 19 Routen. Insgesamt gelangen Karo über 2000 Routen und 300 Erstbegehungen. Zudem hat er Sport-Routen bis zum Schwierigkeitsgrad 8a geklettert.
2010 wurden Karo und Franček Knez mit dem slowenischen Order of Merit ausgezeichnet. Die Auszeichnung wurde ihnen für „ihre Leistungen im slowenischen Bergsteigen und für ihre Beiträge zum Ansehen des slowenischen Bergsteigens und zur größeren Anerkennung Sloweniens“ verliehen.
2020 veröffentlichte er sein Buch Rock N Roll on the wall, in dem er über seine Expeditionen in Patagonien berichtet.
2022 wurde er für seine Leistungen mit dem 14. Piolet d’Or Lifetime Achievement Award ausgezeichnet.

## Besondere alpinistische Leistungen
- 1983: Devil’s Divedral (6a A2, 90°, 900m), Fitz Roy Ostwand – Erstbegehung
- 1983: D.E. (5, 100°, 300m), Aguja Val Biois Ostwand – Erstbegehung
- 1985: Rolling Stones (6b A3, 80°), Grandes Jorasses Nordwand
- 1986: Hell’s Direct (7a A4 M6, 95°), Cerro Torre Ostwand – Erstbegehung
- 1986: Psycho Vertical (6c A3, 90°), Torre Egger Südostwand – Erstbegehung
- 1986: Grey Yellow Arrow (7a A0, 450m), Cerro El Mocho Nordwand – Erstbegehung
- 1987: Cerro Torre Südwand (6b A4, 75°) – Erstbegehung
- 1990: Bhagirathi III Westwand (6b A4, 85°) – Erstbegehung
- 1990: Mount Everest Westgrat bis 7'500 m. ü. M.
- 1993: Wyoming Sheep Ranch (5.10 A5), El Capitan
- 1996: Mussel Power (7a A3), Nalumasortoq – Erstbegehung
- 1996: Direct Northwest Face (VI,5.10,A3+), Half Dome – Begehung in 11 Stunden und 20 Minuten (damaliger Speedrekord)
- 1999: Ensueno (6b+, 45°), Fitz Roy Westwand – Erste freie Begehung
- 1999: Slovak Route (6c, 40°), Fitz Roy
- 2000: Cruz del Sur (7b), La Esfinge – Erstbegehung
- 2003: Cerro Murallon – Erstbesteigung des Gipfels
- 2005: Slovenian Sit Start (7a A2, 70°), Cerro Torre Südostgrat – Erstbegehung
- 2005: Sperone degli Italiani (6a+ A3, 900m), Aguja Poincenot – Zweitbegehung
- 2006: Eternal Flame (7a A2 M5), Trango Tower – Erste Eintagesbegehung
- 2009: Goodbye 1999 (7b), Tofana di Rozes – Onsight-Begehung
- 2009: Nero su Bianco (7b), Aiguille Coire de Peuterey – Onsight-Begehung

## Bücher
- 2020: Rock N Roll on the wall[6]